# Mauricio Toussaint
Pour les articles homonymes, voir Toussaint (homonymie).
Mauricio Toussaint, né en 1960 à Guadalajara, est un artiste peintre et graveur mexicain d'origine française.

## Biographie
Mauricio Toussaint est né le 3 juin 1960 à Guadalajara. Il est d'origine française du côté de son père.
En 1974, Mauricio Toussaint apprend la gravure auprès de Gustavo Aranguren à Université Autonome de Guadalajara. Il étudie l'architecture de 1980 à 1985.
Hôte d'un « atelier ouvert » au Centre d'art moderne, il se consacre à la gravure de 1982 à 1984 et à la production de peintures. Au début des années 1980, il forge des relations avec les professionnels du Centre d'art, après avoir participé en 1986 à l'élaboration de l'atelier de gravure de l'Institut culturel des Cheptels où il est invité à collaborer. Sa carrière d'architecte est alors officiellement remplacée par celle d'artiste.
En 1995, Toussaint est récompensé dans deux catégories du VIIème Salon d'Octubre : première place en peinture, seconde place en dessin. Il voyage ensuite à Miami en Floride où il expose ses œuvres dans plusieurs galeries et espaces alternatifs. Il s'y installe pour plusieurs années.
De 2000 à 2004, il se déplace à Tucson, dans l'Arizona, où il est membre du collectif d'artistes Dinnerware Contemporary Art Gallery. Il en a été l'un des dirigeants.
Domicilié à Guadalajara à partir de 2004, il conserve son atelier à Tucson, aux États-Unis, où il expose régulièrement. Il devient citoyen des États-Unis en 2009.

## Œuvre
Mauricio Toussaint crée des peintures à l'encaustique,.
Ses tableaux, peints par superposition de couches, sont parfois décrits comme des cryptogrammes ou des cryptographies. Il utilise également le dessin pour faire des compositions expérimentales. Sa démarche artistique utilise l'introspection, la recherche d'harmonie, la position soigneuse d'éléments dans les tableaux, la fragmentation de textes tirés de la Kabbale, de la Bible, du Coran et des courants de l'occulte.
L'œuvre de Toussaint fait partie des collections permanentes du Musée d'Art de Tucson, du Musée d'art figuratif Udinotti (Arizona, États-Unis), de la Maison de la Culture de Zapopan ainsi que du musée Raúl Anguiano (Guadalajara).